# Paige Compositor

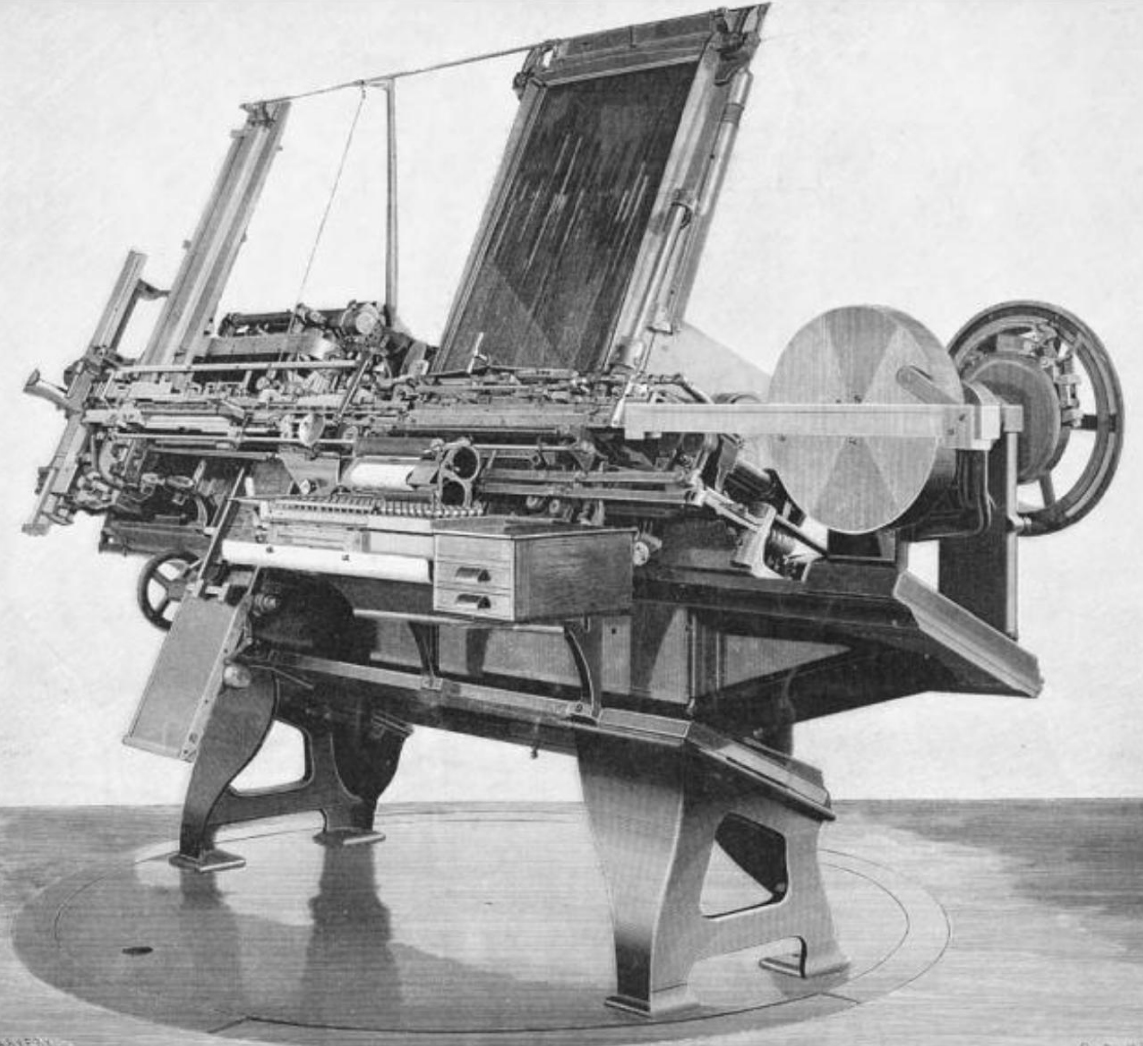
Paige Compositor.

Le Paige Compositor est une machine à composer inventée et mise au point par  James W. Paige entre 1872 et 1888. Elle était conçue pour remplacer la composition manuelle de la forme d'impression par l'utilisation d'un bras mécanique (en),.
Cependant, la machine, constituée de 18 000 pièces, ne put être utilisée avant 1894 et s'avéra bien moins précise que prévu. Elle ne devint jamais rentable, à cause de sa complexité et de son besoin continuel d'ajustements par essai et erreur,. En conséquence, elle fut surclassée par la linotype, fondée sur la composition de lignes de texte d'un seul tenant par coulage de plomb fondu, qui s'imposa dès le milieu des années 1890 comme la nouvelle machine à composer.
Le Paige Compositor fit l'objet d'une mise de fonds considérable de la part de Samuel Clemens/Mark Twain qui y investit 300 000 dollars (6 000 000 dollars d'aujourd'hui). Twain, ancien imprimeur, y consacra non seulement l'essentiel des profits tirés de ses livres, mais également une grande part de l'héritage de sa femme Olivia Clemens. Beaucoup considèrent son surinvestissement dans le Paige Compositor et d'autres inventions comme la cause non seulement du déclin financier de sa famille, mais aussi du déclin de son esprit et de son humour.
Seuls deux exemplaires du Paige Compositor ont été construits. L'université Cornell s'est défaite du premier à l'occasion d'une collecte de ferraille, pendant la Seconde Guerre mondiale. Le second est exposé à la Maison de Mark Twain, à  Hartford (Connecticut).